# 17446 Mopaku
17446 Mopaku è un asteroide della fascia principale. Scoperto nel 1990, presenta un'orbita caratterizzata da un semiasse maggiore pari a 2,4283511 UA e da un'eccentricità di 0,0680308, inclinata di 5,97853° rispetto all'eclittica.